# Liechtensteiner Cup 1961/62
Der Liechtensteiner Cup 1961/62 war die 17. Austragung des Fussballpokalwettbewerbs der Herren in Liechtenstein. Der FC Vaduz konnte seinen im Vorjahr gewonnenen Titel erfolgreich verteidigen.

## Teilnehmende Mannschaften
Folgende sechs Mannschaften nahmen am Liechtensteiner Cup teil:
| - FC Schaan - FC Vaduz - FC Ruggell | - FC Balzers - FC Triesen - Eschen |

## Vorrunde
Der FC Vaduz und der FC Schaan hatten für diese Runde ein Freilos.
|            | Ergebnis |            |
| ---------- | -------- | ---------- |
| FC Triesen | 9:1      | Eschen     |
| FC Ruggell | 2:4      | FC Balzers |

## Halbfinale
|            | Ergebnis |            |
| ---------- | -------- | ---------- |
| FC Vaduz   | 8:1      | FC Triesen |
| FC Balzers | 1:3      | FC Schaan  |

## Spiel um Platz 3
Das Spiel um Platz 3 fand am 19. August 1962 in Schaan statt.
| Datum      |            | Ergebnis |            |
| ---------- | ---------- | -------- | ---------- |
| 19.08.1962 | FC Triesen | 3:2      | FC Balzers |

## Finale
Das Finale fand am 19. August 1962 in Schaan statt.
| Datum      |           | Ergebnis |          |
| ---------- | --------- | -------- | -------- |
| 19.08.1962 | FC Schaan | 0:4      | FC Vaduz |